# 泗水商報
《泗水商報》（荷蘭語：Soerabaijasch Handelsblad）是考爾夫公司（Kolff and Company）在荷屬東印度（今印度尼西亞）泗水發行一份的荷蘭文大報。
《泗水商報》在1853年創刊，起初稱為《東方郵報》（De Oostpost），是第二份在泗水刊印的報章，僅次於在1836年創刊的荷蘭文報章《泗水廣告報》（Soerabaijasch Advertentieblad）。該報在創刊初期只刊登廣告，但後來也開始刊登新聞和公眾感興趣的內容（例如影評和書評）。
《東方郵報》在1865年改稱《泗水商報》，這個名稱一直沿用到報社在1942年日本佔領荷屬東印度後停刊為止。該報在荷蘭殖民期間一直採用公曆紀年，卻在日軍南侵後，於1942年5月17日至6月6日期間改用皇紀紀年法。
《泗水商報》在1945年以《新報》（Nieuwe Courant）的名義復刊，曾於1946年成為聯軍民政管理署的機關報，之後在1951年改稱為《新泗水商報》（Nieuw Soerabaiasch Handelsblad）。1957年，印尼和荷蘭在荷屬新幾內亞發生主權衝突，於是印尼政府把國內的荷蘭資本收歸國有，《新泗水商報》自此壽終正寢。
在1865年至1908年，以及1929年至1942年期間刊行的《泗水商報》已由荷蘭皇家圖書館完成掃描，公眾可在荷蘭文報紙資料庫Delpher.nl查閱《泗水商報》的掃描本。

## 備註
1. ↑  聯軍民政管理署又稱荷屬東印度民政管理署（NICA），是一個半軍事組織，負責在日本投降，印尼宣布獨立後，於東印度群島重建荷蘭殖民體制。印尼政府則認為，荷屬東印度已經由印尼共和國取而代之[8]。